# 高澄

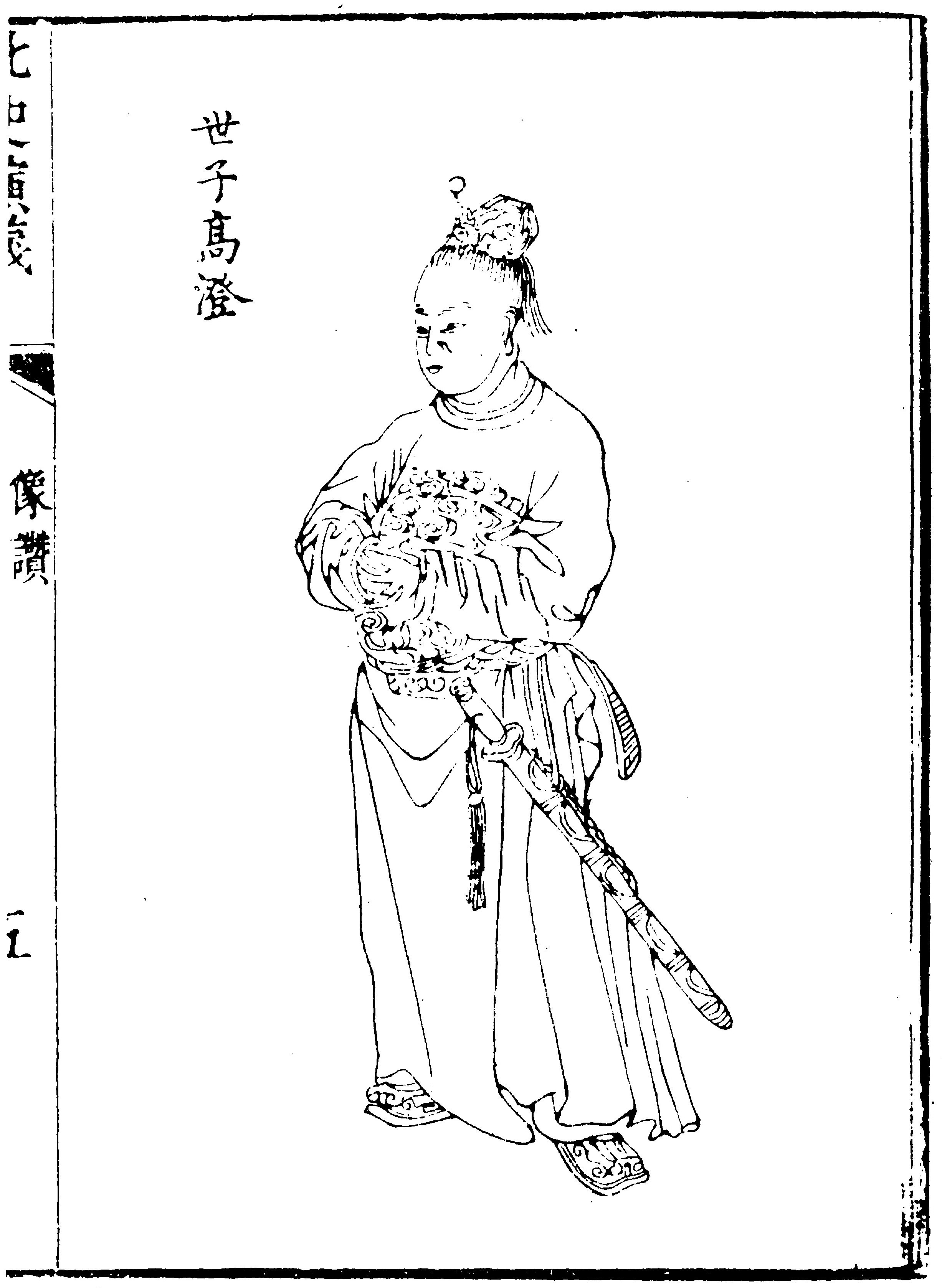
高澄

高 澄（こう ちょう、正光2年（521年） - 武定7年（549年）8月）は、東魏の権臣。字は子恵。弟の高洋が北斉を建てると、皇帝として追尊された。

## 生涯
正光2年（521年）、高歓と正妻の婁昭君の間の長男として生まれた。北魏孝武帝の皇后高氏・高洋（文宣帝）・東魏孝静帝の皇后高氏（太原長公主）・高演（孝昭帝）・高湛（武成帝）・高済（博陵王）の同母兄弟にあたる。立派な風格と才智を備えた美男と評され、抜群な政治力を有し、苛烈な性格だった。
531年に高歓の嗣子として渤海王世子に立てられた。532年、侍中・開府儀同三司の位を加えられ、元善見（後の孝静帝）の妹の馮翊長公主を妻とした。
天平元年（534年）に孝静帝が擁立されると、使持節・尚書令・大行台・并州刺史となった。天平3年（536年）、鄴に入って朝政に参与し、領左右・京畿大都督を加えられた。元象元年（538年）、吏部尚書を兼ねた。興和2年（540年）には大将軍の位を加えられ、中書監・吏部尚書を兼ねた。吏部郎の崔暹を御史中尉に抜擢して、権門を弾劾させた。
武定4年（546年）11月、高歓が西魏を討ち、病のため軍を返すと、高澄は高歓の本陣を守って晋陽に帰還した。武定5年（547年）1月に高歓が死去すると、事実を隠して喪を発さなかった。司徒の侯景が河南で叛くと、高澄は司空の韓軌らに侯景を討たせ、そのため侯景は南下して南朝梁の武帝に帰順した、これを聞いた高澄は東魏に残ったままである侯景の妻と長男の侯和らを謀叛罪によって処刑を命じた。
高澄は4月に鄴に帰還した。6月に韓軌らは潁州から軍を返した。晋陽に戻った高澄は喪を発して、高歓の遺志を継ぐことを発表した。7月、使持節・大丞相・都督中外諸軍事・録尚書事・大行台・渤海王となった。
あるとき孝静帝と高澄が鄴の東で狩猟すると、孝静帝は獲物を追いかけて馬を走らせたが、監衛都督の烏那羅受工伐が後ろから孝静帝を呼び止めて、「天子は馬で調子づいてはいけません、大将軍（高澄）が機嫌を損ねます」と言った。またあるとき孝静帝と高澄が宴会すると、高澄は「臣澄が陛下に酒をお勧めいたします」と言って杯を掲げた。このとき孝静帝は不機嫌で、「昔から滅亡しなかった国はないというのに、朕はどうしてこのように生まれてきたのだ」とぼやくと、高澄は怒って「朕は朕でも狗脚の朕」と罵倒し、崔季舒に孝静帝を殴打させた。後に崔季舒を派遣して謝罪させた。孝静帝は崔季舒にあやぎぬを賜ろうとしたが、崔季舒は受けとらず、高澄に報告すると、1段だけ取らせた。孝静帝は400疋をあたえようとしたが、高澄は「また1段だけだ」と言ったので、孝静帝は屈辱のため謝霊運の詩を詠んで涙した。孝静帝は近臣と語らって高澄を誅殺しようと企てたが、高澄はこれを未然に防ぎ、孝静帝を含章堂に幽閉して、共謀者たちをことごとく処刑した。
武定6年（548年）3月、洛陽を経由して晋陽に帰った。武定7年（549年）4月、相国・斉王に上った。8月、晋陽で南朝梁の降臣の蘭京に殺害された。享年29。翌年である武定8年（550年）に次弟の高洋が孝静帝を廃して北斉を建てると、高澄に世宗の廟号と文襄皇帝の諡号を贈って追尊した。

## 宗室

### 妻妾
- 正室：馮翊長公主（文襄敬皇后）
- 別室：元玉儀（琅邪公主）
- 側室：李昌儀、宋氏、王氏、陳氏、燕氏、蠕蠕公主（柔然の郁久閭阿那瓌の娘）

### 男子
下記の6人の息子は「文襄六王」と称された。
- 河南王 高孝瑜（537年 - 563年）（母は宋氏）
- 広寧王 高孝珩（539年以降 - 577年）（母は王氏）
- 蘭陵王 高長恭（541年 - 573年）（生母不詳）
- 河間王 高孝琬（541年 - 566年）（母は馮翊長公主）
- 安徳王 高延宗（544年 - 577年）（母は陳氏）
- 漁陽王 高紹信（544年以降 - 577年もしくは578年）（母は燕氏）

### 女子
- 楽安公主（母は馮翊長公主）
- 公主（母は馮翊長公主）
- 公主（母は蠕蠕公主）

## 子孫
- 孫
  - 高弘節（高孝瑜の子）
  - 高正礼（高孝琬の子）
  - 高某（諱と字は不詳、高長恭の子）

- 曾孫
  - 高元簡（高長恭の孫、母の名は趙敬） - 記録を見る限り、唯一の曾孫。

## 逸話
- 孝昌元年（525年）、高歓は尉景・段栄・蔡儁らと共に杜洛周から逃げたが、杜洛周の兵に追いつかれた。2人の子供（高澄と孝武皇后）はまだ幼く、母の婁昭君と共に牛に乗った。幼い高澄が牛から何度も落ちるので、高歓は弓で高澄を射殺して捨て去ろうと決めた。婁昭君は段栄を呼び、段栄の助けで高澄を拾って逃げた。

## 伝記史料
- 『北斉書』巻三 帝紀第三
- 『北史』巻六 斉本紀上第六